# Ingeborg Jensen
Ingeborg Jensen, född 29 januari 1884 i Oslo, död där 20 mars 1946, var en norsk målare.
Jensen var elev till Harriet Backer och Oluf Wold-Torne samt till Christian Krohg och Halfdan Strøm på Statens Kunstakademi. Hon besökte Paris 1907–1908 och Italien 1920 samt 1926.
Hon utmärkte sig särskilt för sina gråstämda porträtt. Hon är representerad vid Nasjonalgalleriet med två kvinnostudier och ett fjällandskap.